# Șieuț
Șieuț (Hongaars: Kissajó, Duits: Kleinschogen) is een Roemeense gemeente in het district Bistrița-Năsăud.
Șieuț telt 2779 inwoners en omvat behalve Șieuț zelf nog drie andere dorpen, namelijkː
- Lunca (Hongaars: Friss, Duits: Freißendorf)
- Ruștior (Hongaars: Sajósebes, Duits: Unterschebesch)
- Sebiș (Hongaars: Sajófelsősebes, Duits: Oberschebesch).